# Celia Thomas
Pour les articles homonymes, voir Thomas (nom de famille).
Celia Marjorie Thomas (née le 14 octobre 1945) à Winchester, Hants est un membre fondateur du Parti libéral à Winchester dans les années 1960. 

## Biographie
Elle est nommée membre de l'Ordre de l'Empire britannique (MBE) lors des anniversaires de 1985. 
Le 26 mai 2006, elle est créée pair à vie avec le titre de baronne Thomas de Winchester, de Winchester dans le comté de Hampshire, et siège en tant que démocrate libéral. 